# Edda
Edda este numele unui manual de poetică scris de Snorri Sturluson și al unei culegeri de cântece eroice și ale zeilor redactate în Islanda în secolul al XIII-lea. 

## Eddalui Snorri Sturluson

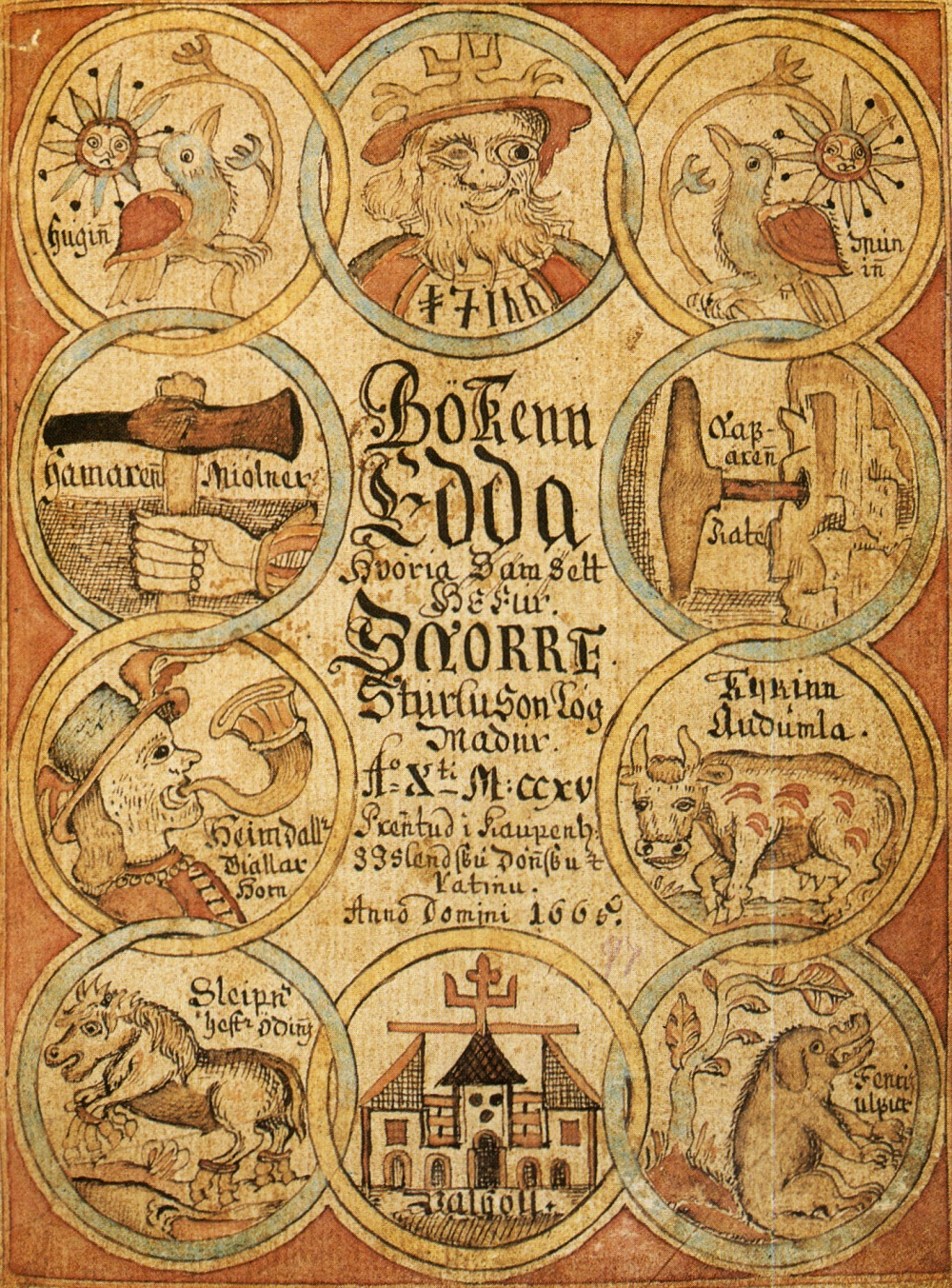
Coperta unui manuscris din secolul al XVIII-lea al Eddei lui Snorri

Această carte se numește Edda. Snorri Sturluson a compus-o, așa cum este ea alcătuită aici. Mai întâi despre Aseni și Ymir, apoi despre Limba poeziei și numirea multor lucruri, în cele din urmă despre Versificație, scrisă de Snorri pentru regele Hákon și ducele Skúli.
Cu această însemnare începe cel mai vechi dintre cele patru manuscrise păstrate ale manualului de poetică și mitologie scris de literatul, istoriograful și omul politic islandez Snorri Sturluson (1179-1241) între anii 1220 și 1225. 
Cuvântul Edda nu are corespondent în alte limbi germanice și, folosit ca titlu al unei lucrări cu intenție didactică poetică și mitografică, are mai multe interpretări posibile. În islandeza veche, "edda" înseamnă "bunică", "străbună", titlul trimițând astfel la o cunoaștere profundă a unor lucruri din vechime, respectiv a artei versificației vechilor scalzi din Islanda și Norvegia sau a mitologiei precreștine a popoarelor germanice. O altă interpretare posibilă derivă "Edda" de la "óðr", care în islandeza veche însemna "arta poeziei, poezie". Titlul operei lui Snorri ar putea fi deci tradus prin "Cartea despre poezie". Acest titlu a fost interpretat și ca o trimitere la un toponim islandez, Oddi, respectiv locul în care Snorri a fost crescut și educat de către tatăl său adoptiv, Jón Loptsson. Astfel, "Edda" ar putea însemna "Cartea de la Oddi". În fine, o altă interpretare a acestui nume îl derivă din latinescul "ēdō", care se poate traduce prin "eu spun, declar, relatez".
Cartea are patru părți: Fórmali (Prolog), Gylfaginning (Amăgirea lui Gylfi), Skáldskaparmál (Limba poeziei) și Háttatal (Felurile versurilor sau Versificația).

## Edda în versuri

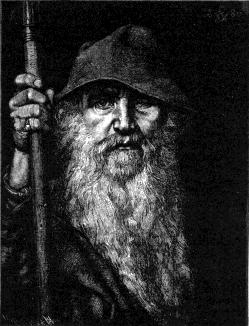
Odin, ilustrația ediției suedeze a Edda, Fredrik Sander,1893

Un manuscris de doar 45 de pagini, redactat în jurul anului 1270, conținând cântece mitologice și eroice scrise în islandeza veche ajunge în 1643 în posesia episcopului islandez Brynjólfur Sveinsson, care îl dăruiește în 1662 regelui danez Frederik al III-lea. Până în 1971, când a fost returnat Islandei, manuscrisul a fost păstrat în Biblioteca Regală din Copenhaga, de aceea el a primit numele de Konungsbók sau Codex Regius, adică "manuscrisul regal". Cota sub care a fost înregistrat era Gks. 2365, 4to.
Dat fiind că protagoniștii cântecelor din Codex Regius – zei sau eroi – se regăsesc în mare parte și în Edda lui Snorri Sturluson, această culegere a primit și ea, în mod eronat, numele de Edda. Începând cu secolul al XVII-lea, Edda lui Snorri a ajuns să fie cunoscută drept "Edda în proză", în timp ce textele cuprinse în Codex Regius au fost numite "Edda în versuri" sau "Cântecele eddice ale zeilor" respectiv "Cântecele eddice ale eroilor". 
În mod hazardat, episcopul islandez Brynjólfur Sveinsson (1605-1675) a atribuit textele din Codex Regius preotului și poetului Sæmundr Sigfússon (1056-1133). Cercetările paleografice au dovedit că manuscrisul a fost realizat abia în secolul al XIII-lea, deci nu putea fi opera lui Sæmundr. Cu toate acestea, cântecele din Codex Regius sunt cunoscute și sub numele de Edda Sæmundar, Edda lui Sæmundr, în opoziție cu Edda Snorra, Edda lui Snorri. 
Pornind de la presupunerea că Sæmundr, care a trăit cu un secol înaintea lui Snorri, ar fi redactorul culegerii de cântece din Codex Regius și ținând cont de caracterul arhaic al majorității cântecelor păstrate în acest manuscris, s-a crezut că această culegere i-ar fi servit lui Snorri ca sursă de informare atunci când a scris Edda. Ca urmare, Edda Snorra este cunoscută și ca "Edda cea tânără" sau "Edda mai recentă", iar cântecele din Codex Regius ca "Edda cea veche".
Manuscrisul conține 11 cântece ale zeilor și 18 cântece eroice. Cântece ale zeilor sunt Völuspá (Profeția clarvăzătoarei), Hávamál (Cântecul Celui Înalt), Vafþrúðnismál (Cântecul lui Vafþrúðnir), Grímnismál (Cântecul lui Grímnir), Skírnismál (Cântecul lui Skirnir), Hárbarðslióð (Cântecul lui Hárbardr), Hymiskviða (Cântecul lui Hymir), Lokasenna (Cearta lui Loki), Þrymskviða (Cântecul lui Þrym), Völundarkviða (Cântecul lui Völundr / Wieland) și Alvíssmál (Cântecul lui Alvís).
Codex Regius cuprinde următoarele cântece ale eroilor: Helgakviða Hundingsbana fyrri (Primul cântec al lui Helgi, cel ce l-a ucis pe Hunding), Helgakviða Hjörvarðssonar (Cântecul lui Helgi, fiul lui Hjörvarðr), Helgakviða Hundingsbana önnur (Al doilea cântec al lui Helgi, cel ce l-a ucis pe Hunding), Sinfjötlalok (Sfârșitul lui Sinfjötli), Sigurðarkviða Fáfnisbana fyrsta eða Grípisspá (Primul cântec al lui Sigurðr, cel ce l-a ucis pe Fáfnir sau Profeția lui Grípir), Sigurðarkviða Fáfnisbana önnur (Al doilea cântec al lui Sigurðr, cel ce l-a ucis pe Fáfnir), Reginsmál (Cântecul lui Reginn), Fafnismál (Cântecul lui Fáfnir), Sigrdrífumál (Cântecul lui Sigrdrífa), Brot af Sigurðarkviðu (Fragment al unui cântec despre Sigurðr), Guðrúnarkviða in fyrsta (Primul cântec al lui Guðrún), Helreið Brynhildar (Călătoria în infern a lui Brynhildr), Guðrúnarkviða in önnur (Al doilea cântec al lui Guðrún), Guðrúnarkviða in þriðja (Al treilea cântec al lui Guðrún), Oddrúnargrátr (Plângerea lui Oddrún), Atlakviða (Cântecul lui Atli), Altlamál en grœnlenzku (Cântecul groenlandez al lui Atli) și Guðrúnarhvöt (Provocarea lui Guðrún).